# 小行星8816
小行星8816（8816 Gamow）是一颗绕太阳运转的小行星，为主小行星带小行星。该小行星于1984年12月17日发现。

## 轨道参数
小行星8816的轨道半长轴为2.4565262 UA，离心率为0.189。